# Список самых высоких зданий Воронежа
В список самых высоких зданий Воронежа включены здания высотой более 80 м. Под зданиями здесь понимаются постройки, разделённые с регулярными интервалами на уровни и предназначенные для жилья или пребывания людей. Теле- и радиомачты, дымовые трубы и прочие технические постройки в эту категорию не попадают, так как являются сооружениями.

## История
Долгое время самым высоким зданием в Воронеже Здание управления Юго-Восточной железной дороги. Оно было построено в 1932 году. Его высота — 70 м. 
Одним из первых жилых высотных зданий в городе стал 14-этажный «Жилой дом с башней», построенный в 1950—1955 годах на улице Кольцовская. Его высота составляет также около 70 м. Первое 16-этажное здание в Воронеже было построено в 1976 г. 
БЦ «Галерея Чижова» стало первым в городе зданием выше 20 этажей и было самым высоким зданием с 2009 по 2024 год.
Сейчас самое высокое здание - ЖК «БиК Tower» высотой 108 метров.

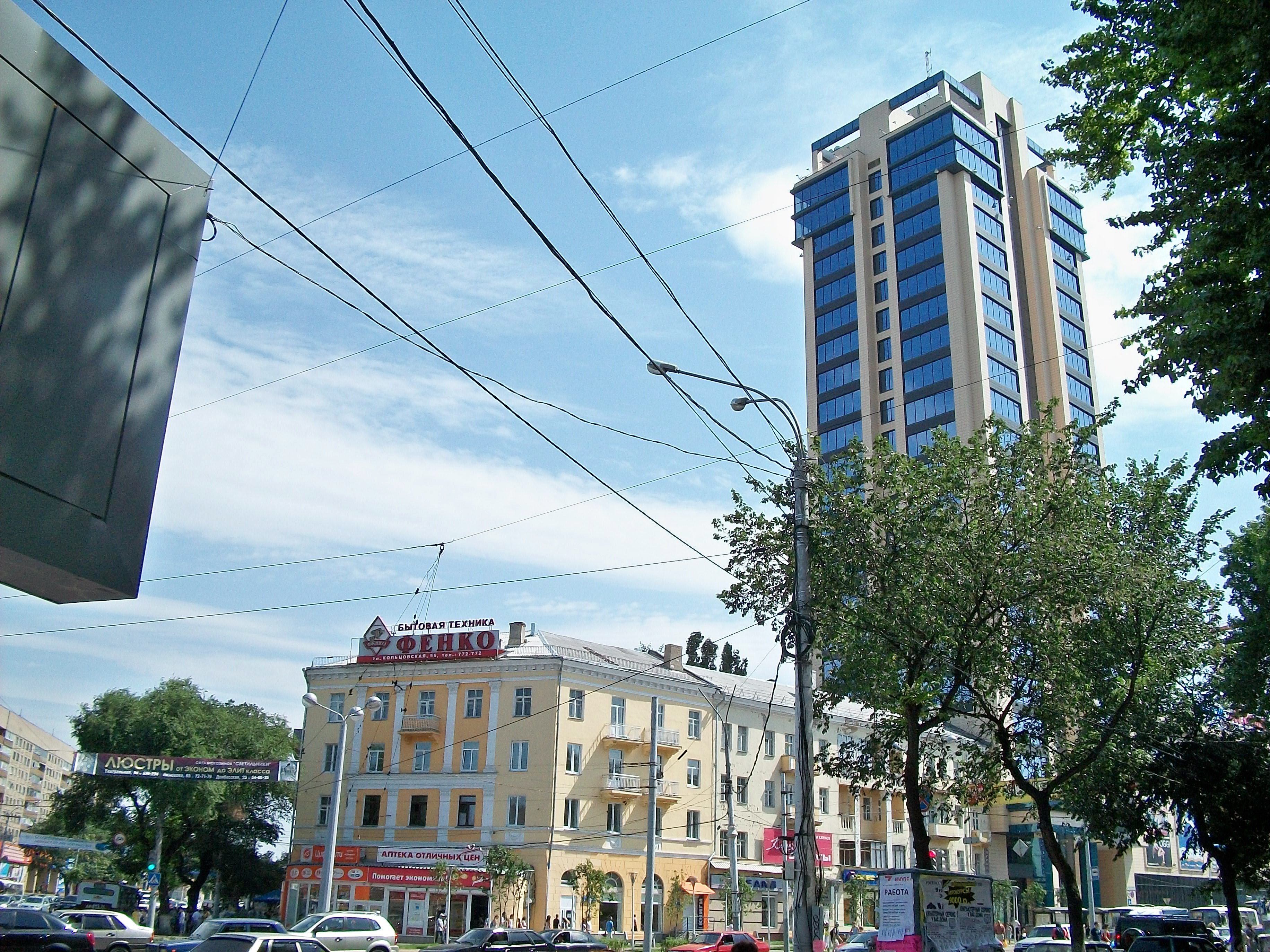
БЦ «Галерея Чижова»

## Построенные здания
| Место | Название                          | Высота, м   | Этажность | Год постройки | Примечания  |
| ----- | --------------------------------- | ----------- | --------- | ------------- | ----------- |
| 1     | ЖК «БиК Tower»                    | 115         | 35        | 2024          | [ 4 ]       |
| 2     | БЦ «Галерея Чижова»               | 100 или 103 | 24        | 2009          | [ 5 ] [ 6 ] |
| 3     | ЖК «Сердце Города»                | 97,5        | 23        | 2015          |             |
| 4     | Благовещенский кафедральный собор | 97          |           | 2009          |             |
| 5     | ЖК «Европейский»                  | 91,4        | 25        | 2023          |             |
| 6     | ЖК «Новый современник»            | 89          | 26        | 2024          |             |
| 7     | ЖК «Де Люкс»                      | 85          | 24        | 2013          |             |
| 8     | ЖК «Гродненская 65»               | 84          | 29        | 2018          |             |
| 9     | ЖК «Олимпийский»                  | 84          | 26        | 2017          |             |
| 10    | ЖК «Пять звёзд»                   | 83,8        | 26        | 2017          |             |
| 13    | ЖК «Высота»                       | 83          | 26        | 2022          |             |
| 11    | ЖК «Пять Столиц»                  | 83          | 25        | 2022          |             |
| 12    | ЖК «Эверест»                      | 82,6        | 25        | 2023          |             |
| 14    | ЖК «Солнечный Олимп» к1           | 82,6        | 23        | 2015          |             |
| 15    | ЖК «Небо»                         | 82,5        | 26        | 2021          |             |
| 16    | ЖК «Микрорайон Боровое»           | 81,8        | 26        | 2022          |             |
| 17    | ЖК «Университетский парк»         | 80,6        | 26        | 2022          |             |

## Строящиеся проекты
| Название                  | Высота, м | Этажность | Год постройки | Примечания |
| ------------------------- | --------- | --------- | ------------- | ---------- |
| ЖК «БиК Кольцовская 56/2» | ~108      | 30        | 2029          |            |
| ЖК «Никитин»              | 100       | 31        | 2027          |            |
| БЦ «Паркер»               | ~100      | 27        | 2025          |            |
| ЖК «Европейский»          | 92,5      | 25        | 2026          |            |
| ЖК «Дом у Ротонды»        | 91,4      | 29        | 2027          |            |
| ЖК «Урицкий»              | 86,2      | 25        | 2025          |            |
| ЖК «Парад Планет»         | 84,5      | 25        | 2025          |            |
| ЖК «Поколение»            | 82,2      | 25        | 2026          |            |
| ЖК «Навигатор»            | 81,5      | 27        | 2025          |            |
| ЖК «Галилей»              | 81,6      | 25        | 2026          |            |
| ЖК «Бунин»                | 80,8      | 25        | 2027          |            |

## Отменённые проекты
| Название                            | Высота, м | Этажность | Год постройки | Примечания                              |
| ----------------------------------- | --------- | --------- | ------------- | --------------------------------------- |
| ЖК Солнечный олимп (вторая очередь) | 130       | 37        |               | [ 7 ] [ 8 ] [ 6 ]                       |
| «Эльбрус»                           | 109       | 34        | 2018          | Здание построено, но этажность снижена. |
| Воронеж-Сити                        |           | 25—40     | 2018—2022     | 4 здания от 25 до 40 этажей             |